# Mỹ Tho (rivière)
La rivière Mỹ Tho (Beaux Roseaux en vietnamien : Sông Mỹ Tho) est une rivière du sud du Viêt Nam qui a donné son nom à la ville de Mỹ Tho. 

## Géographie
Son cours est de 45,3 km. Elle se jette dans le fleuve Antérieur, après avoir parcouru les provinces de Bến Tre et de Tiền Giang.